# جائزة النمسا الكبرى 2015
جائزة النمسا الكبرى 2015 (بالإنجليزية: 2015 Austrian Grand Prix)‏ هو سباق فورمولا 1 أقيم بتاريخ 21 يونيو 2015 في ستيفن سبيلبرغ، شتايرمارك، النمسا. كان الثامن من أصل 19 في بطولة العالم لسباقات الفورمولا واحد موسم 2015. حلّ الألماني نيكو روسبيرغ أولا.